# The Peninsula New York
Koordinaten: 40° 45′ 42,3″ N, 73° 58′ 31,5″ W
The Peninsula Hotel New York ist ein Luxushotel an der Fifth Avenue, Ecke 55th Street in Manhattan in New York City, USA. Es gehört zur in Hongkong ansässigen Peninsula Hotels Group, die noch neun weitere Peninsula Hotels weltweit betreibt. Das Hotelgebäude steht unter Denkmalschutz.

## Beschreibung
Das Peninsula Hotel ist 23 Stockwerke hoch und ähnlich wie eine Säule horizontal in Sockel, Schaft und Kapitell unterteilt. Die Fassade besteht aus Kalkstein und Granit und ist reich mit Schmuckelementen ausgestattet. Den Dachabschluss bildet ein breiter umlaufender Sims. Auf dem Dach erhebt sich seit der Renovierung in den 1980er Jahren ein dreistöckiges gläsernes nach Entwürfen von Stephen B. Jacobs errichtetes Penthouse, das den Pool und das Fitnesscenter des Hotels beherbergt. Des Weiteren befindet sich auf dem Dach für die Hotelgäste eine Terrasse mit einer Lounge. Das Peninsula Hotel besitzt 185 Gästezimmer und 54 Suiten, darunter eine Präsidentensuite. In den unteren Geschossen befinden sich die Lobby, zwei Restaurants und eine Bar. Der Hoteleingang befindet sich mit der offiziellen Adresse „700 Fifth Avenue“ in der West 55th Street. Das Hotel ist für seine stilvolle Weihnachtsdekoration außen und in der Lobby bekannt. Ein benachbartes Gebäude ist die Fifth Avenue Presbyterian Church.

## Geschichte
Das Gebäude wurde 1905 von dem Architektenbüro Hiss und Weekes im Beaux-Arts-Stil entworfen und am 1. Oktober 1905 als The Gotham Hotel eröffnet. Der Bau kostete damals 2,25 Millionen US-Dollar. The Gotham war eines der ersten Hotels in New York, die als Stahlskelettbau ausgeführt wurden und gehörte zu den höchsten Gebäuden der Stadt. The Gotham wurde 1939 renoviert und setzte den Betrieb als Apartment-Hotel bis 1978 fort. Eine zweite Renovierung unter Designer Pierre Cardin folgte bei Schließung des Hotels mit Unterbrechungen in den Jahren 1981 bis 1987. The Gotham erhielt anschließend den Namen Maxim’s de Paris. Die Holdinggesellschaft Hongkong and Shanghai Hotels (HSH), Betreiber der Peninsula Hotels, erwarb das Hotel im Jahr 1988 und benannten es in The Peninsula Hotel New York um. Das Hotel wurde 1998 kurzzeitig geschlossen und für 45 Millionen US-Dollar unter Beibehaltung des ursprünglichen Beaux-Arts-Stil renoviert. Die Renovierung konzentrierte sich auf die Suiten und Gästezimmer sowie auf neue Sanitär- und Elektrosysteme. Aufgrund der COVID-19-Pandemie wurde das Hotel im März 2020 vorübergehend geschlossen und am 1. Juni 2021 wiedereröffnet.
Am 6. Juni 1989 ernannte die Landmarks Preservation Commission der Stadt New York das Hotelgebäude zum Wahrzeichen der Stadt.

## Auszeichnungen
- Das Peninsula Hotel New York wird auf The Gold List 2006 von Condé Nast Traveller als eines der drei besten Hotels in New York geführt.
- Best Hotels in the USA (US News and World Report): The Peninsula New York ist 2015 die Nummer 2 in New York City.[1]

## Galerie

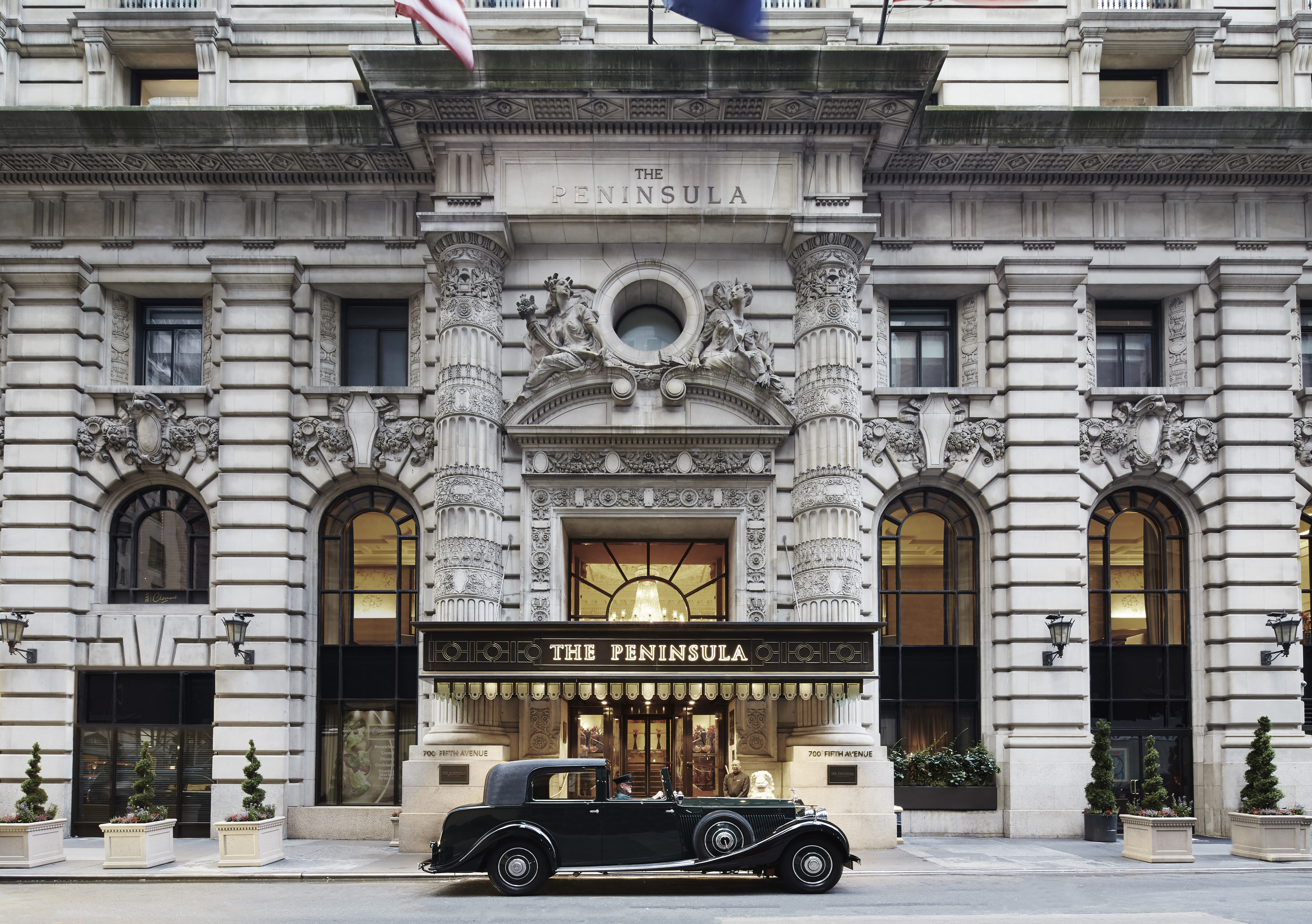
Hoteleingang in der 55th Street
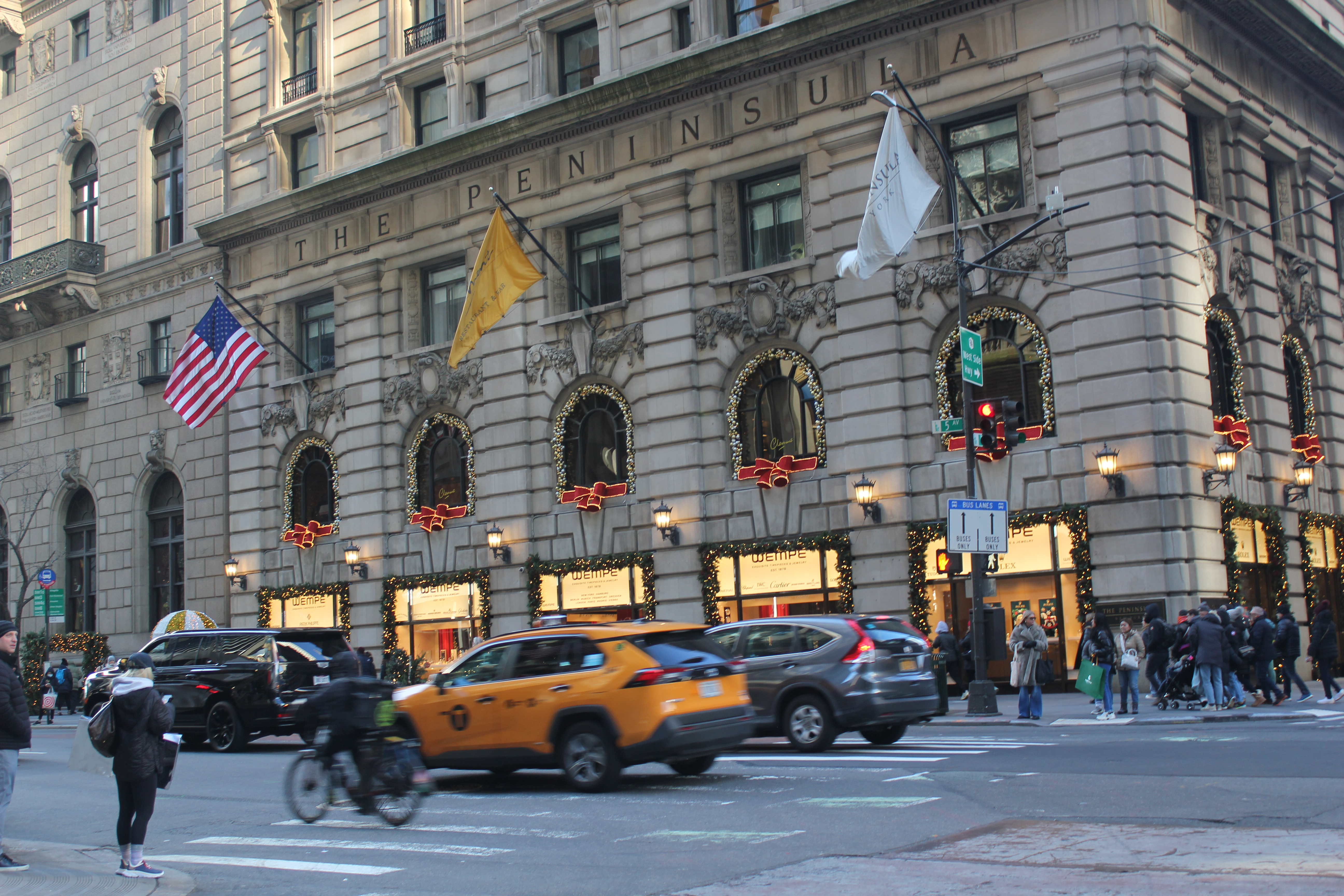
Das weihnachtlich geschmückte Hotel am 20. Dezember 2022
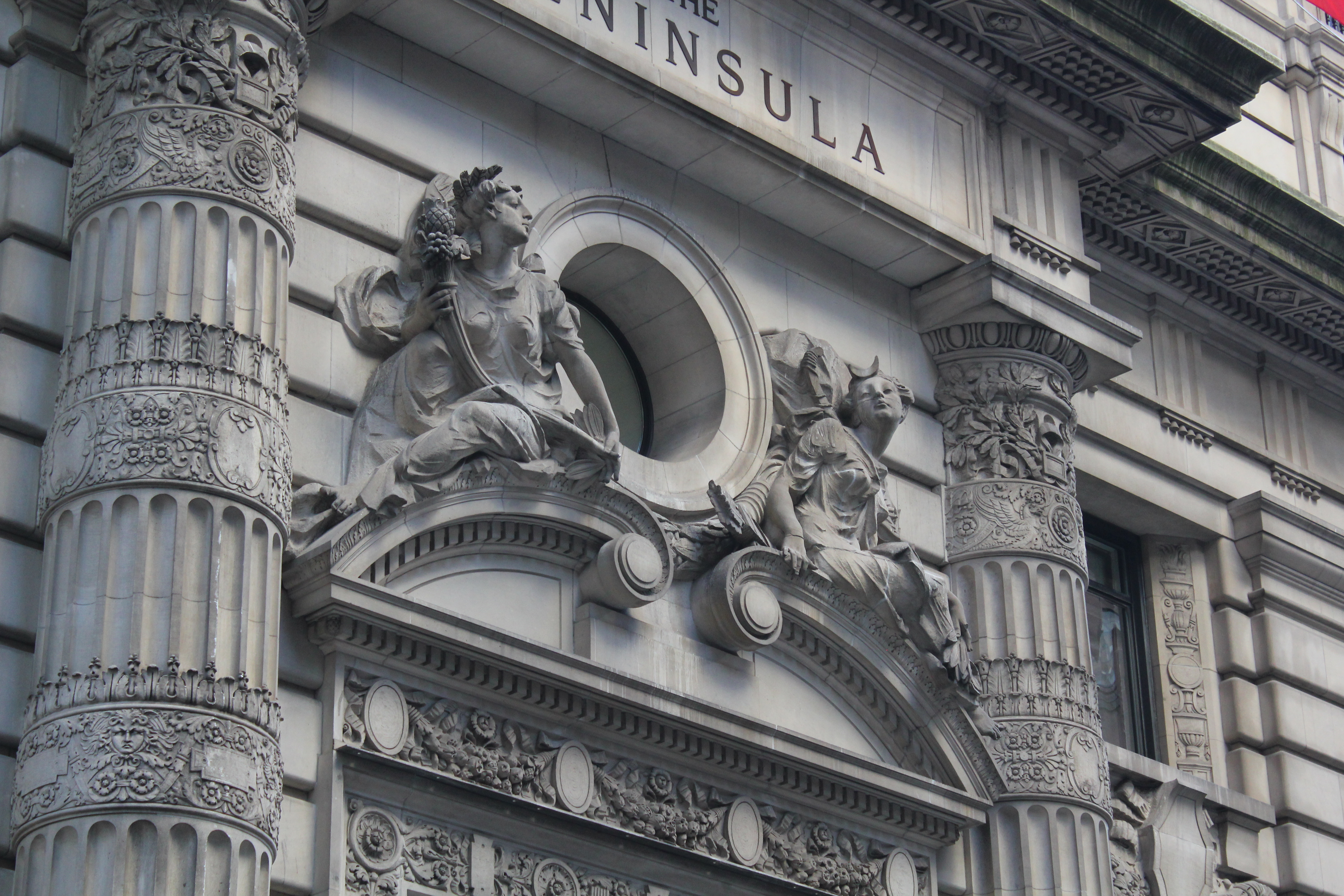
Plastiken über dem Eingangsportal
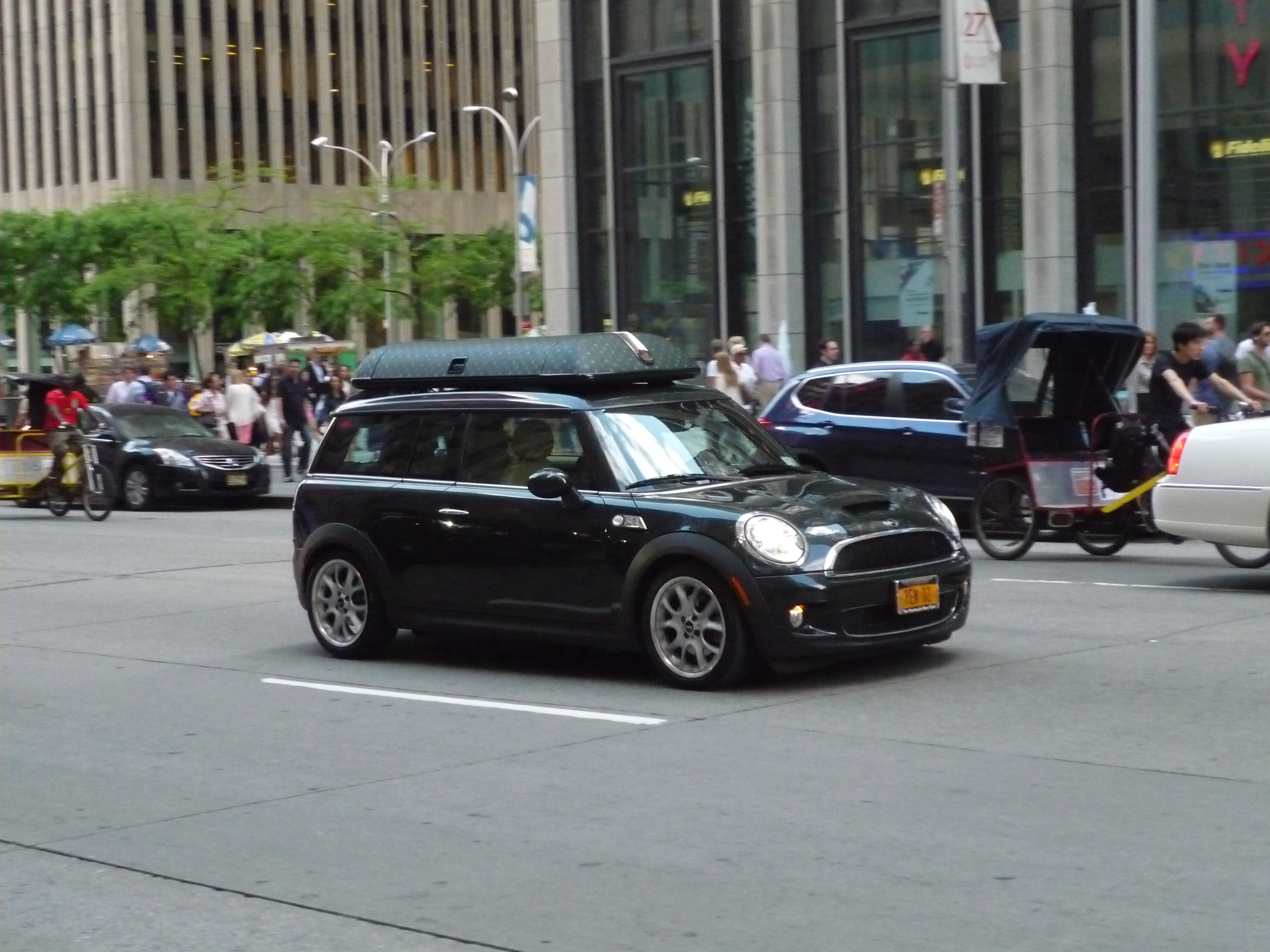
Mini Clubman aus der Peninsula-Flotte